# Coupe de France de rugby à XV 1985-1986
Navigation
Coupe de France 1984-1985 Coupe de France Yves-du-Manoir 1996-1997
L'édition 1985-1986 de la Coupe de France est la 18e et dernière édition de la coupe de France de rugby à XV et est remportée par l'AS Béziers. Comme il était prévu avant cette finale, le vainqueur doit garder le trophée, puisque c'est la dernière édition de l'épreuve. 

## Tableau final

### Huitièmes de finale
- Béziers-Graulhet 37-28
- Grenoble-Biarritz 31-9
- Bergerac-Brive

### Quarts de finale
| 15 avril 1986 | AS Béziers | 21 - 3 | Stade toulousain |  |
| 15 avril 1986 |            |        |                  |  |
| 15 avril 1986 |            |        |                  |  |

| 15 avril 1986 | FC Grenoble | 23 - 3 | Stadoceste tarbais | Thuir |
| 15 avril 1986 |             |        |                    | Thuir |
| 15 avril 1986 |             |        |                    | Thuir |

| 15 avril 1986 | Stade aurillacois | 32 -12 | RC Narbonne |  |
| 15 avril 1986 |                   |        |             |  |
| 15 avril 1986 |                   |        |             |  |

| 15 avril 1986 | RC Hyères | Forfait | US Bergerac | Mazamet |
| 15 avril 1986 |           |         |             | Mazamet |
| 15 avril 1986 |           |         |             | Mazamet |

### Demi-finales
| 27 mai 1986 | AS Béziers | 20 - 15 | FC Grenoble | Valence |
| 27 mai 1986 |            |         |             | Valence |
| 27 mai 1986 |            |         |             | Valence |

| 27 mai 1986 | Stade aurillacois | 26 - 15 | RC Hyères |  |
| 27 mai 1986 |                   |         |           |  |
| 27 mai 1986 |                   |         |           |  |

## Finale
| 1er juin 1986 | AS Béziers | 40 - 9 | Stade aurillacois                     | Stade Pierre-Antoine, Castres 5 000 spectateurs |
| 1er juin 1986 | Essai(s) : 7 Ph.Fabre (17e), Marty (32e), Joguet (38e), Medina (66e), Camberabero (69e), Llès (74e, 78e) Transformation(s) : 6 Camberabero |        | Pénalité(s) : 3 Bonal (24e, 39e, 62e) | Stade Pierre-Antoine, Castres 5 000 spectateurs |
| 1er juin 1986 | |        |                                       | Stade Pierre-Antoine, Castres 5 000 spectateurs |

| AS Béziers · Titulaires · Philippe Bonhoure 15 · Ph.Fabre 14 · Philippe Vachier 13 · Fabrice Joguet 12 · 66e Jean-Paul Medina 11 · Didier Camberabero 10 · Frédéric Torossian 9 · Philippe Chamayou 8 · Marty 7 · Jean-Marc Cordier 6 · Alain Carminati 5 · Secco 4 · Brothier 3 · Diego Minarro 2 · 69e Mognol 1 · Remplaçants · 66e Llès · 69e Michel Volte · Entraîneur · Gérard Picolo |  |  |  | Stade aurillacois · Titulaires · 15 Patrick Bonal · 14 Chausson 74e · 13 Lagarde · 12 Rocacher · 11 O'Connor · 10 Thierry Peuchlestrade · 9 Pascal Cances · 8 Claude Dausset · 7 Clemens · 6 Lionel Viallard · 5 Belguiral · 4 Pascal Mombelet · 3 Malibert · 2 Bernard Fel · 1 Carrier · Remplaçants · Serres 74e · |